# Martin Deutinger

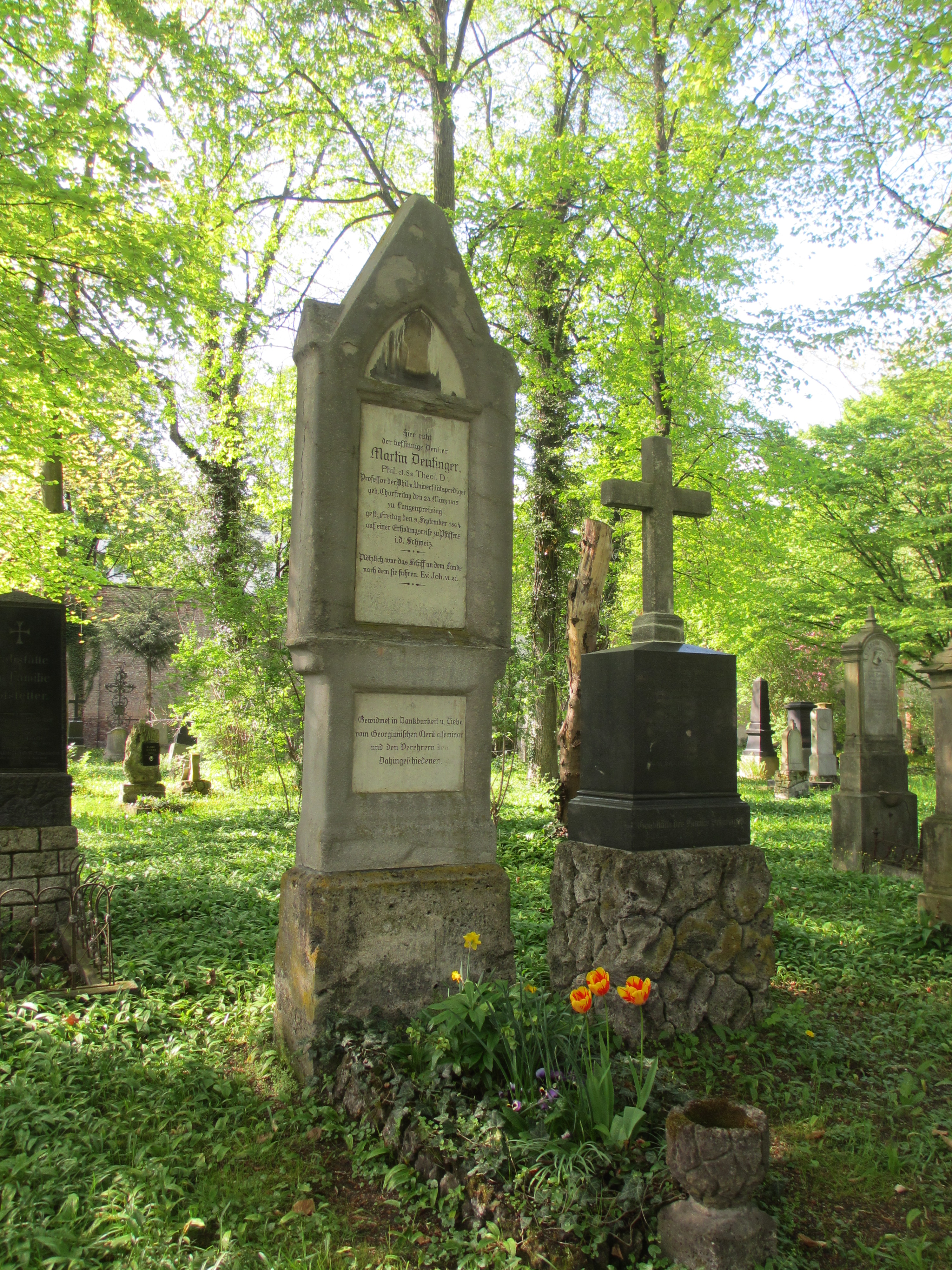
Grab von Martin Deutinger (d. J.) auf dem Alten Südlichen Friedhof in München

Martin Deutinger (* 24. März 1815 in Langenpreising; † 9. September 1864 in Pfäfers) war ein deutscher katholischer Theologe und Philosoph.

## Leben
Deutinger studierte zunächst 1832 am Lyzeum Dillingen Theologie und Philosophie, bevor er in München 1833 Schelling hörte und sich für die Kunstphilosophie begeisterte. 1837 wurde er zum Priester geweiht. Nach einem ersten Karrieresprung zum Philosophiedozenten am Lyzeum in Freising (1841–1846) und seiner Privatdozentur für Philosophie an der Münchner Universität 1846/47 begann aufgrund seiner Stellungnahmen gegen die Affäre des bayerischen Königs mit Lola Montez eine schwierige Zeit: Er wurde 1847 in das ländliche Dillingen an der Donau strafversetzt, in dem er sich zwar kulturell sehr engagierte, von dem es ihn jedoch 1852 wieder in die bayerische Hauptstadt zurückzog. Überhaupt waren dies aufgrund der Unzufriedenheit mit seiner Situation Jahre intensivster Reisetätigkeit: Er besichtigte die Kunstschätze von Florenz (1845), Paris (1850), Mailand (1850), Berlin (1853), Düsseldorf (1847), Dresden (1853) und Prag (1853) und machte als einer der ersten Fotografien der Kunstwerke dieser Städte. Nach Jahren kirchlicher und gesellschaftlicher Ausgrenzung, die auch seinem kritischen Charakter zuzuschreiben ist, glänzte er ab 1858 als Universitätsprediger in St. Ludwig in München, und erst 1863, also ein Jahr vor seinem Tod, wurde ihm mit der Verleihung der Ehrendoktorwürde der Universität Freiburg, der wohlwollenden erzbischöflichen Aufnahme seiner Schrift gegen Ernest Renan 1864 und der Beteiligung an der Versammlung katholischer Gelehrter in München, die sein Freund Ignaz von Döllinger initiiert hatte, die von ihm ersehnte kirchliche und gesellschaftliche Anerkennung zuteil. 
Erst nach einer 50-jährigen Zeit des Vergessens erhielt er posthume Anerkennung als philosophische Referenz für das Hochland.

## Grabstätte
Deutinger starb am 9. September 1864 in Bad Pfäfers in der Schweiz. Die Grabstätte von Deutinger (d. J.) befindet sich auf dem Alten Südlichen Friedhof in München (Gräberfeld 42 – Reihe 1 – Platz 8) Standort.

## Verwandter
Zu seinem gleichnamigen Onkel siehe den Artikel Martin von Deutinger.

## Denken
Martin Deutinger versuchte eine eigenständige Erneuerung des christlichen Denkens angesichts der Herausforderungen des Idealismus und der Romantik. Er befand sich im Übrigen im Wechselspiel mit der katholischen Spätromantik (Joseph von Eichendorff). Deutingers Kenntnis der antiken Philosophie, sein Anschluss an die spätere Scholastik in einer spezifischen Form (Wille statt Intellekt als Ausgangspunkt, dem lullistisch geprägten Katalanen Raimundus von Sabunde († 1438 in Toulouse) folgend), seine Präsenz in der zeitgenössischen Herausforderung der idealistischen Philosophie, von welcher er das Subjektdenken übernahm, das alles ließ eine neue theologische Kombinatorik entstehen, welche den Glauben aus seiner durch kritische Zeitgenossenschaft provozierten intrinsischen Kraft heraus zu erneuern suchte. Aus diesem Grund stellte der Ansatz Deutingers einen interessanten Versuch dar, auf dieser Basis zustimmend oder ablehnend eine eigene philosophische Position zu finden, die sich nicht zugleich durch regressive Katholizität auszeichnete. Ausgehend von dem Wunsch, christliche Religion und modernes Denken zusammenzudenken, unterschied sich Deutinger von allzu restriktiven Tendenzen innerhalb von Kirche und Theologie der damaligen Zeit in seiner offenen Katholizität durch die Fähigkeit, nicht in sich zueinander hierarchisch verhaltenden Substanzen, sondern prozessual zu denken: Innerlichkeit, die aus der Äußerlichkeit, die aus der Innerlichkeit hervorgeht.
Das Streben, bzw. das aus seiner Reinigung und Vertiefung stammende geistige Wollen ist bei Deutinger als Grundkategorie des philosophischen Gerüsts zu betrachten. Eine Phänomenologie des Fühlens wie bei Schleiermacher wird dagegen weniger eingesetzt. Eher wird das ‚Fühlen’ als sublimierendes Element von der Anthropologie des Strebens und von der Vergeistigung des Wollens her entfaltet. Die Vorliebe für Sabunde ist dabei dadurch zu erklären, dass dieser nicht nur dem Streben und Wollen Profil gab, sondern dass er auch den liber vivus, das Buch der Schöpfung, in Korrespondenz zum liber revelationis (Offenbarung) sah. Dabei wird dieser aber auf die Korrespondenz mit einer Subjektphilosophie ausgerichtet, denn es ist die (objektive) Transformation des subjektiven Bewusstseins, die im Spiel zwischen Innerlichkeit und Äußerlichkeit der Schöpfungserfahrung bis zu dem Punkt führt, an dem die göttliche Intentionalität sich im Menschen spiegelt und diesen im Kunstschaffen zum Mitschöpfer werden lässt. Wissen, Sollen und Hoffen, die kantsche Trias, wurde von Deutinger durch Denken, Können und Tun (Erkenntnis, Kunst und Moral) im Horizont von Glaubenswissenschaft gesehen.
Schöpfung und Offenbarung konstituieren die Kunst durch eine sich steigernde Transformation der Schöpfungsästhetik mittels der Inszenierungen des Offenbarungsethos. Anders ausgedrückt: Das menschliche Schöpfungsstreben vollendet sich im Mysterium der Aktivität gottmenschlichen Liebenwollens. Scholastische Teleologie und scholastischer Gradualismus verbünden sich hier mit einem in die Innerlichkeit des Subjekts verlegten Prozess. Die natürliche Offenbarung des Geschaffenen, vermittelt durch das innere Streben des Subjekts, erweckt das Scheinen des Schönen. Dieses wird zum Entdeckungshorizont des hintergründigen Seins in dem Scheinen, welcher mit Offenbarung im Heilssinne korrespondiert. Das Können-Sein des Lebens und das Können-Sein der Kunst werden hier korreliert. Parallelen zu Cusanus waren von Deutinger im Anschluss an Hegel und Schelling beabsichtigt, die sich alle um eine Neuinterpretation von dessen Bedeutung bemühten. Der nähere Zusammenhang zwischen Kunst und Moral beruht ja auch auf einer Aufwertung der vita activa, wobei der Sinn nicht auf eine Handlungsform, die Kontemplation als operatio intellectus eng geführt wird, sondern Sinnfindung und aktive Lebensgestaltung aneinander gebunden sind.

## Schriften

### Publikationen in Buchform

#### Als Autor
- Das Verhältnis der Kunst zum Christentum. Schulprogramm. Freysing 1843.
- Grundlinien einer positiven Philosophie als vorläufiger Versuch einer Zurückführung aller Theile der Philosophie auf christliche Principien. (6 Bände) Manz, Regensburg 1843–1853.
- Bilder des Geistes in Kunst und Natur, 3 Bände, Augsburg 1850f.

1. Band 1: Aus freier Hand gezeichnet auf einer Reise nach Florenz im Jahre 1845. Kremer, Augsburg 1846. ([https://reader.digitale-sammlungen.de/resolve/display/bsb11339916.html Digitalisat  9)
2. Band 2: Gezeichnet auf einer Reise an den Rhein 1847. Schmidt, Augsburg 1849. (Digitalisat)
3. Band 3: Gezeichnet auf einer Reise nach Paris im Jahre 1850. Manz, Regensburg 1851. (Digitalisat)

- Das Princip der neueren Philosophie und die christliche Wissenschaft. Manz, Regensburg 1857. (Digitalisat)
- Renan und das Wunder. Ein Beitrag zur christlichen Apologetik. Cotta, München 1864. (Digitalisat)
- Der gegenwärtige Zustand der deutschen Philosophie. Lentner, München 1866. (Digitalisat)
- Bilder des Geistes in den Werken der Kunst. Hrsg. von Lorenz Kastner. Lindauer, München 1866. (Digitalisat)
- Die christliche Ethik nach dem Apostel Johannes. Hrsg. von Lorenz Kastner. Coppenrath, Regensburg 1867. (Digitalisat)
- Über das Verhältnis der Poesie zur Religion. Hrsg. Carl Muth. Kösel, Kempten/München 1915.
- Philosophische Meditationen über den letzten Grund des menschlichen Wissens (1850/1851), hrsg. von Dominik Bertrand-Pfaff. Tübingen Library Publishing, Tübingen 2024, ISBN 978-3-98944-013-5.

#### Als Herausgeber
- Siloah. Zeitschrift für religiösen Fortschritt inner der Kirche, Bände 1/2, Augsburg 1850f

### Beiträge in Sammelwerken
- Das Verhältnis der Freiheit der Wissenschaft zur kirchlichen Autorität, in: Pius Gams (Hrsg.), Verhandlungen der Versammlung katholischer Gelehrter in München vom 28. Sept. bis 1. Okt. 1863, Regensburg 1863

### Zeitschriftenartikel
- Besondere Antworten auf eine allgemeine Frage, oder: Über die wahrscheinliche Zukunft der Philosophie und ihr Verhältnis zum Christentum und zur Theologie, in: HPBl 19 (1841) 333–353.
- Über das Verhältnis des hermesischen Systems zur christlichen Wissenschaft, in: HPBl 19 (1841) 658–680.
- Christentum und Humanismus I: Schein und Wesen der menschlichen Bildung, in: HPBl 31 (1853) 133–152
- Franz von Baaders Verhältnis zur Wissenschaft und zur Kirche, in: HPBl 35 (1857) 85–105.165–178
- Beitrag zur Lösung der Streitfrage über das Verhältnis der Philosophie und Theologie, in: Sonderdruck der Augsburger Postzeitung 1861.